# Glenn Greenwald
Glenn Edward Greenwald (Nova York, 6 de març de 1967) és un advocat, periodista i escriptor estatunidenc. Va ser columnista del Guardian US entre agost de 2012 i octubre de 2013, de Salon.com entre 2007 i 2012, i col·laborador ocasional de The Guardian. Greenwald va treballar com a litigant constitucional i de drets civils. A Salon va contribuir com a columnista i blogger, centrant-se en temes polítics i legals. També ha contribuït a altres diaris i revistes d'actualitat política, entre ells The New York Times, Los Angeles Times,
 The American Conservative, The National Interest, i In These Times. El febrer 2014 es va convertir, juntament amb Laura Poitras i Jeremy Scahill, en un dels editors fundadors de The Intercept.